# La Foire (Koustodiev)
La Foire ou Iarmarka (en russe : Ярмарка) est un tableau du peintre Boris Koustodiev. Réalisé en 1906 en détrempe sur carton, il a pour thème la Russie et est conservé par la Galerie Tretiakov.

## Description
Le tableau est réalisé dans le style des louboks, au chevalet et avec des variations de couleurs vives. Il présente une foire animée sur une place commerçante d'une ville marchande en Russie dont le nom n'est pas précisé.